# 2000年中国大陆
| 中国历史 / 中国历史年表 |
| 世紀： 19世纪中国 / 20世纪中国 / 21世纪中国 |
| 年代： 1970年代中国大陆 / 1980年代中国大陆 / 1990年代中国大陆 / 2000年代中国大陆 / 2010年代中国大陆 / 2020年代中国大陆 / 2030年代中国大陆                     |
| 年份： 1996年中国大陆 / 1997年中国大陆 / 1998年中国大陆 / 1999年中国大陆 / 2000年中国大陆 / 2001年中国大陆 / 2002年中国大陆 / 2003年中国大陆 / 2004年中国大陆 |
| 纪年： 庚辰年（龙年）、中华人民共和国成立51周年 |

## 黨和國家領導人

### 最高領導人
- 中國共產黨中央委員會總書記：江澤民

### 國家元首
- 中華人民共和國主席：江澤民

### 政府首腦
- 中華人民共和國國務院總理：朱鎔基

## 大事记

### 1月
- 1月14日，云南省中部发生里氏5.9级地震，造成7人死亡，两千多人受伤。
- 1月25日，乌什县恐怖分子袭击两家汉族群众，杀死7人、杀伤2人，最小的孩子才2岁；次日，在新和县杀害60岁汉族老人。

### 3月
- 3月11日，江西省萍乡市上栗县东源乡一花炮厂爆炸，死亡33人(13名中小学生和1名幼童)，伤12人。
- 3月29日，河南焦作市东方红广场南侧天堂音像俱乐部火灾，74死2伤，直接经济损失近20万元。
- 3月30日，越南武装船只船员身着边防制服，在南海手持冲锋枪向中国渔船扫射，中国渔民一死一伤，越南武装劫持中国一艘渔船及12名船员。
- 3月31日，中午11时30分，一艘越南运输船劫持了在北纬9度51分，东经114度13分海域进行捕捞作业的广东台山62088号渔船的3艘小艇，艇上共有5名船员。

### 4月
- 4月22日，青岛丰旭实业有限公司青州分公司火灾，38死20伤，直接经济损失95万2139元。
- 4月3日，3月以来在日本、韩国爆发口蹄疫，为防止该病传入中国，保护畜牧业生产，中国将禁止从日韩进口猪牛羊肉及其产品[1]
- 4月27日，云南省文山县城威远街发生一起特大爆炸案，造成３人死亡 ，４人受伤，３间民宅倒塌。[2]
- 4月29日，由中南工业大学、湖南医科大学、长沙铁道学院合并组建的教育部直属重点综合性大学中南大学成立。

### 6月
- 6月22日，6时53分，四川省合江县榕山镇“榕建号”客船翻沉。死亡130人。14时51分武漢航空343號班機在武漢墜毀，造成機上42人和地面7人遇難。
- 6月30日上午8时许，外商租赁的广东江门土产出口公司烟花厂爆炸，炸毁建筑3200平方米，37人死亡，12人重伤，100多人受伤。

### 7月
- 7月7日22时30分，广西柳州市一大客车坠入江中，79人死亡。
- 7月2日，山东省青州市石油化工助剂厂发生空油罐爆炸事故，死亡10人，伤1人。
- 7月7日，山西省保德县一辆面包车坠入黄河，死亡17人，失踪2人，伤13人。[3]

### 8月
- 8月4日，江西省萍乡市上栗县上栗镇烟花爆竹药料爆炸，27人死亡，1人失踪，受伤26人。
- 8月26日，這一天是中華人民共和國實行改革開放後所開闢之四個經濟特區（深圳、廈門、珠海、汕頭）的二十歲生日[4]。

### 9月
- 9月8日19时38分，一辆运载爆炸物的车辆行至乌鲁木齐市西郊的西山路段时爆炸，60人死亡，173人受伤。
- 9月27日，貴州木沖溝發生礦難。

### 10月
- 10月21日，中国铁路实施第三次大提速。
- 10月27日，中国共产党中央委员会总书记江泽民在北京怒斥香港记者。
- 10月28日，“彭公大墓”考古队撤离考古现场，之前被认为是“浙江省重大考古发现”的彭公大墓，最终证实为不具保存价值的古代水利工程。

### 11月
- 11月1日，中华人民共和国政府进行第五次全国人口普查。
- 11月8日——厦门远华特大走私案首批案件一审十四人判死刑。

### 12月
- 12月8日山东省阳信县河流镇文利肉食店卖猪肉挂清真牌，引发回民暴动，12月12日河北省孟村回族自治县数百名回族群众受人煽动乘车前往山东阳信游行。阳信县警察阻拦过程中发生冲突，6名群众死亡，19人受伤，13名民警受伤。引起中共中央、国务院重视。阳信县县委副书记吕耀珍、公安局局长王天河、公安局副局长吴保利，刑警队教导员王秀东，孟村县县长韩恩来、县委副书记张洪基，以及煽动组织游行示威的孟村县村民冯元申被依法追究刑事责任。对负有领导责任的滨州市委副书记贾崇福、市公安局局长王兴发，阳信县委书记刘成文、县长王力，孟村县委书记赵国权等人给予了党纪政纪处分。
- 12月25日，洛阳东都商厦发生大火，造成309人死亡。直接经济损失275万元。

## 逝世
- 1月8日—黄仁宇，中国历史学家和哲学家（1918年出生）
- 5月21日—赵朴初，中国社会活动家、宗教领袖（1907年出生）
- 6月23日—耿飚，中华人民共和国政治家、外交家、军事家（1909年出生）